# Ratpenat cuallarg de Peters
El ratpenat cuallarg de Peters (Mormopterus jugularis) és una espècie de ratpenat de la família dels molòssids que es troba a Madagascar.